# Ian Stewart (atlet)
Ian Stewart (* 15. ledna 1949) je britský atlet, běžec na dlouhé tratě, mistr Evropy v běhu na 5000 metrů v roce 1969.

## Sportovní kariéra
V roce 1969 nejprve na jaře zvítězil v běhu na 3000 metrů na Evropských halových hrách a v létě se stal mistrem Evropy v běhu na 5000 metrů. O rok později vytvořil evropský rekord v běhu na 5000 metrů časem 13:22,8. Na mnichovské olympiádě v roce 1972 vybojoval na této trati bronzovou medaili. V roce 1975 se stal halovým mistrem Evropy v běhu na 3000 metrů. Při svém druhém olympijském startu v Montrealu v roce 1976 skončil ve finále běhu na 5000 metrů sedmý.